# Il serpente arcobaleno
Il serpente arcobaleno è un racconto che appartiene alle leggende aborigene.

## Trama
La leggenda narra l'avventura di due ragazzi che accompagnano gli uomini nel loro trasferimento dall'entroterra verso il mare per poter pescare. I ragazzi si mostrano impazienti di vedere per la prima volta il mare e non rispettano il consiglio degli anziani di non allontanarsi dall'accampamento per avventurarsi nella boscaglia, dove possono incontrare cani selvatici o sulla spiaggia dove invece potrebbero cadere in balia  di Thugine, il grande serpente marino.
Difatti si recano sulla spiaggia e vengono catturati dal serpente arcobaleno che li trasforma in due rocce e poi mostra tutto il suo splendore inarcando il suo corpo colorato nel cielo.